# قبرستان دمبی می‌اسکن
قبرستان دمبی می‌اسکن مربوط به دوره اشکانیان است و در شهرستان سرباز، بخش پیشین، دهستانِ پیشین، ۵ کیلومتری غرب روستای مولا آباد واقع شده و این اثر در تاریخ ۲۷ اسفند ۱۳۸۷ با شمارهٔ ثبت ۲۶۲۰۹ به‌عنوان یکی از آثار ملی ایران به ثبت رسیده است.